# Phytomyza verticillatae
Phytomyza verticillatae (лат.) — вид двукрылых из семейства минирующих мух.

## Описание
Длина крыла у самцов 1,5–1,9 мм, у самок 1,7–2,0 мм. Высота глаза в 4,3–6,0 раз больше высоты щёк. Скуловые и боковые поверхности лица тёмно-серые, центральная часть лица желтоватая. Заднебоковой край лба тёмный до основания внутренней теменной щетинки. Аростихальные щетинки на среднеспинке располагаются в четырёх-пяти разрозненных рядах. Ноги слегка беловатые, средняя часть голеней иногда более светлая.

## Биология
Развивается на минах на листьях падубов: Ilex verticillata и Ilex mucronata. Личинка образует линейную мину, которая на конце лишь слегка расширяется или становится отчетливо пятновидной.

## Распространение
Встречается только в США. Вид описан по экземплярам, собранным в штате Вашингтон, которые хранятся в коллекции Национального музея естественной истории.